# Frederic Clements
Frederic Edward Clements (1874 - 1945) va ser un ecòleg vegetal americà, pioner en l'estudi de la successió vegetal.
Basat en l'observació de la vegetació de Nebraska, el seu estat natal, i en general de l'Oest americà, va desenvolupar una influent teoria sobre la successió vegetal. Segons aquesta teoria, la coberta vegetal d'una determinada regió o zona no és estàtica, sinó que realitza un canvi progressiu al llarg del temps. Clements va comparar aquesta evolució a la que té un organisme viu al llarg de la seva vida. La vegetació millor adaptada a les condicions d'una determinada àrea constitueix el que va denominar una comunitat climàcica, i seria l'etapa final de l'evolució. Les comunitats vegetals, segons Clements, poden ser analitzades i comparades a la comunitat climàcica, i les desviacions poden ser considerades com el resultat de condicions no ideals.
La teoria de Clements de la comunitat climàcica va dominar el camp de l'ecologia vegetal durant les primeres dècades del segle passat, però va ser criticada inicialment pels ecòlegs Henry Gleason i Arthur Tansley i per Robert Whittaker cap als anys 1950, i va perdre rellevància. No obstant va tenir un cert ressorgiment cap a finals del segle.

## Obres principals
- The Phytogeography of Nebraska (1898; second edition, 1900)
- Research Methods in Ecology (1905)
- Plant Physiology and Ecology (1907)
- Plant Succession (1916)
- Plant Succession and Indicators (1928, reprinted 1973)
- Flower Families and Ancestors (1928, with Edith Clements)
- Plant Ecology (1929, with J.E. Weaver) (Traduïda al Castellà: Ecología Vegetal)
- The Genera of Fungi (1931, repr. 1965, with C. L. Shear)